# Distrito de Sivaganga
Sivagangai (en Tamil; சிவகங்கை மாவட்டம் ) es un distrito de India, en el estado de Tamil Nadu . 
Comprende una superficie de 4 189 km².
El centro administrativo es la ciudad de Sivaganga.

## Demografía
Según censo 2011 contaba con una población total de 1 341 250 habitantes.